# Greenmount-Nationalpark
Der Greenmount-Nationalpark (englisch Greenmount National Park) ist ein nur 56 Hektar großer Nationalpark 22 Kilometer östlich von Perth in Western Australia, Australien. Er befindet sich in den Greenmount Hills genannten Hügeln in der Nähe des gleichnamigen Ortes Greenmount.
Wie seine Nachbarn, der John-Forrest- und der Gooseberry-Hill-Nationalpark, liegt er an der Darling Scarp, einer 1000 Kilometer langen Abbruchkante, die in Nord-Süd-Richtung durch Western Australia verläuft. Vom Greenmount-Nationalpark hat man einen guten Ausblick auf die westlich gelegene Ebene, die Swan Coastal Plain.
Die Vegetation im Park besteht hauptsächlich aus Marri-, Jarrah- und Wandoowald.